# Джамбаттіста Базіле
Джамбаттіста Базіле (італ. Giambattista Basile; 15 лютого 1566 (дата хрещення), Джульяно в Кампанії — лютий 1632) — італійський поет, придворний і збирач казок. Його збірки містять найдавніші записані форми багатьох відомих та маловідомих європейських казок. Найбільш відомий завдяки авторству збірки неаполітанських казок, відомої як «П'ятиденник» (Il Pentamerone).

## Життєпис
Народився в Неаполі у родині середнього класу. Базіле був солдатом і придворним різних італійських князів, включаючи дожа Венеції. У Венеції почав писати вірші. Пізніше він повернувся до Неаполя, щоб служити придворним під патронатом дона Марино II Караччоло, принца Авелліно, якому він присвятив свою ідилію «L'Aretusa» (1618). На момент смерті він досяг рангу «графа» Конте ді Тороне.

## Творчість
Найраніший відомий літературний твір Базіле відноситься до 1604 року у вигляді передмови до Vaiasseide його друга, неаполітанського письменника Джуліо Чезаре Кортезе. Наступного року його вілланелла Smorza crudel amore була покладена на музику, а в 1608 році він опублікував свою поему Il Pianto della Vergine.
Його пам'ятають головним чином за написання збірки неаполітанських казок під назвою Lo cunto de li cunti overo lo trattenemiento de peccerille (неаполітанська «Казка казок, або Розваги для маленьких»), опублікованої посмертно у двох томах його сестрою Адріаною в Неаполі, Італія, у 1634 і 1636 роках під псевдонімом Джан Алезіо Аббатутіс. Пізніше він став відомий як «П'ятиденник» (Il Pentamerone). Попри те, що певний час цим твором нехтували, він привернув велику увагу після того, як брати Грімм високо оцінили його як першу національну збірку казок.  Багато з цих казок є найдавнішими з усіх відомих записаних варіантів.  Вони включають найдавніші відомі європейські версії Рапунцель і Попелюшки. Розповіді П'ятиденника розгортаються у лісах і замках Базилікати, зокрема в місті Ачеренца.

## У масовій культурі
Фільм 2015 року «Повість казок» — це екранізація, заснована на його збірці казок.